# Greenwashing

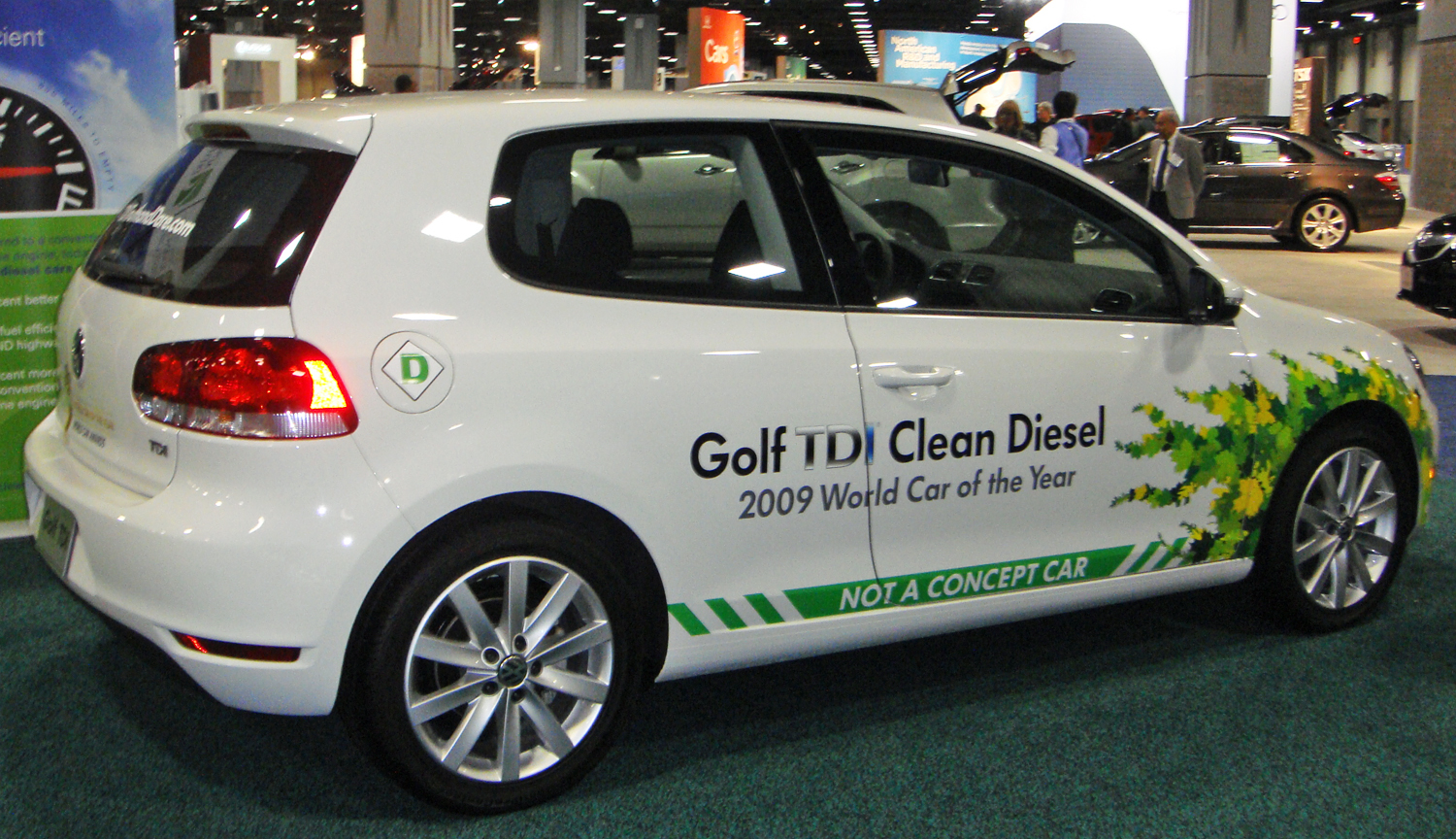
Ein VW Golf TDI aus dem Jahr 2010, der als sauberer Diesel beworben wurde. Das Unternehmen geriet später aufgrund eines Abgasskandals in die Kritik.

Greenwashing oder Greenwash (englisch; wörtlich „grünwaschen“, übertragen: „sich ein grünes Mäntelchen umhängen“) ist eine kritische Bezeichnung für das Verbreiten von Informationen und Kommunikationsinhalten und für sonstige Aktivitäten, die bewusst darauf zielen, einem Unternehmen in der Öffentlichkeit ein umweltfreundliches und verantwortungsbewusstes Image zu verleihen, ohne dass es dafür eine hinreichende Grundlage gibt. Der Begriff spielt auf grün als Symbol für Natur und Umweltschutz und Waschen im Sinne von Geldwäsche oder sich reinwaschen an. Er kann als Analogiebildung zu whitewashing (englisch für schönfärben, übertragen: „sich eine weiße Weste verschaffen“; Ableitung von whitewash für „Sumpfkalk“) im Deutschen auch als Grünfärberei übersetzt werden. Das Schönfärben von Klimabilanzen wird auch englisch Climate-Washing genannt. Suggerieren betrügerische oder irreführende Werbeaussagen zu Produkten oder Dienstleistungen von Unternehmen einen Gesundheitsbonus, der nicht existiert, so spricht man jedoch von Healthwashing („gesundwaschen“).

## Darstellung der Phänomene

### Instrumente
Beim Greenwashing werden Techniken der Öffentlichkeitsarbeit, der Rhetorik und der Manipulation benutzt, um einem Unternehmen, seinen Produkten oder Aktivitäten eine positive Wahrnehmung zu verschaffen (umgangssprachlich: „weiße Weste“). So behaupten die Unternehmen unter anderem, die Ausrottung der Armut und des Welthungers voranzutreiben, ihre Produkte fair zu handeln oder auf ökologische und klimaverträgliche Weise herzustellen. Übliche Felder sind Erklärungen zur Nachhaltigkeit, Energieeffizienz oder der CO2-Neutralität.
In der Regel hebt das Unternehmen einzelne umweltfreundliche Leistungen, Aktivitäten oder Ergebnisse bzw. entsprechende Bewertungen Dritter mit starkem Kommunikationsaufwand öffentlich hervor, etwa in Presseaktionen oder Werbekampagnen. Häufig sind die dabei getroffenen Einzelaussagen – zum Beispiel über ein neues, umweltfreundliches Produkt oder Verfahren des Unternehmens – für sich genommen zutreffend, betreffen aber nur einen geringen Teil der Unternehmensaktivitäten, während das Kerngeschäft umweltverschmutzend bleibt. Die wahrscheinlich häufigste Erscheinungsform ist das Herausfiltieren richtiger Aussagen bei gleichzeitiger Ausblendung relevanter Kausalitäten oder klassisch negativer Effekte. Eine weitere Form ist ein prophylaktisches Greenwashing: Ein Argument wird gestreut, um zukünftigen Gegenargumenten vorzubeugen und einen Wahrnehmungsvorteil zu entwickeln.
Beispielsweise bedachte die Deutsche Umwelthilfe den Ölkonzern Shell mit dem Negativ-Preis „Goldener Geier“ für die „dreisteste Umweltlüge“. Shell Deutschland bewarb mit einem CO2-Ausgleich von 1,1 Cent pro Liter: „Autofahrer könnten ihr Fahrzeug ohne schlechtes Gewissen und Klimaschäden nutzen“. Dies sei „Greenwashing auf Kosten von Klima, Umwelt und der Verbraucherinnen und Verbraucher“. „Wie genau diese klimaschädlichen Emissionen in Projekten am anderen Ende der Welt ausgeglichen werden“, wurde nicht belegt. Es sei „unmöglich“, Umweltschäden mit 1,1 Cent pro Liter Sprit auszugleichen. „Mit dem Werbeversprechen des CO2-Ausgleichs will Shell in die Irre führen, um weiterhin und noch mehr Geld mit fossilem und schädlichem Sprit zu verdienen.“ Da auch der Lufthansa-Konzern einen Tarif für „CO2-neutrales Fliegen“ bewirbt, landete diese Werbung auf dem zweiten Platz der dreistesten Umweltlügen – vor dem Verpackungsmüll-Problem bei der Fastfood-Kette Mc Donalds. Greenwashing kann erhebliche rechtliche Probleme hervorrufen.

### Akteure und Kooperationen
Akteure von Greenwashing sind:
- Unternehmen mit Angeboten, die umweltbelastend, ressourcenverbrauchend, deren Produktion einem hohen Risiko unterliegt oder unter Verletzung von Sozialstandards herstellen,
- Werbe-, Marketing- und PR-Agenturen,
- Lobbyisten,
- honorierte Meinungsbildner bis in den wissenschaftlichen Bereich (Gutachten),
- Influencer.

Auch staatliche Akteure, wie Regierungen oder Politiker, können sich des Greenwashing bedienen, um ihr Handeln oder Nicht-Handeln gegenüber der Öffentlichkeit in einem günstigeren Licht erscheinen zu lassen.
Eine besondere Form des Greenwashing sind Kooperationsprojekte mit Partnern, die in der Öffentlichkeit ein positives Image haben und mit Umweltfreundlichkeit, uneigennützigem ökologischen Engagement oder Unabhängigkeit assoziiert werden. Meist handelt es sich bei diesen Projekten um Sponsoring. Solche Kooperationsprojekte sind nicht automatisch Greenwashing – allgemein anerkannte Kriterien zur Unterscheidung fehlen jedoch bislang. Deshalb haben sich einige Umweltorganisationen Richtlinien für Sponsoring oder Kooperationen gegeben, mit denen Greenwashing (oder entsprechenden Vorwürfen) begegnet werden soll. Dessen ungeachtet sind diese Kooperations- und Sponsoringprojekte häufig Gegenstand von internen Diskussionen und auch von Greenwashing-Vorwürfen.

### Methoden
Als typische Greenwashing-Methoden von Unternehmen nennt die Beratungsgesellschaft PricewaterhouseCoopers folgende Strategien:
- Versteckte Zielkonflikte: Ein Produkt wegen einer einzelnen Eigenschaft als umweltfreundlich bewerben, obwohl andere Produkteigenschaften umweltschädlich sind.
- Fehlende Nachweise: Aussagen treffen, die nicht durch unabhängige Stellen verifiziert oder durch aussagekräftige Studien belegt werden können.
- Vage Aussagen: Unklar definierte Begriffe verwenden, die leicht missverstanden werden können.
- Irreführende oder symbolische Labels: Von unseriösen Instituten stammende oder selbst erfundene Labels verwenden, die praktisch keinen Aussagewert haben.
- Irrelevante Aussagen: Aussagen treffen, die zwar stimmen, aber keinen Aussagewert haben (Beispiel: Ein Produkt wird mit der Aussage FCKW-frei beworben, obwohl dies nur gesetzliche Vorgaben umsetzt).
- Kleineres Übel: Ein Produkt mit einem noch weniger umweltfreundlichen Produkt vergleichen, um es in besserem Licht erscheinen zu lassen.
- Unwahrheiten: Faktisch unzutreffende Werbebotschaften senden (Beispiel: Es wird ein Bio-Siegel verwendet, obwohl das Produkt gar nicht für dieses Siegel zertifiziert wurde).
- Deep Greenwash: Unternehmen versuchen durch Lobbyismus auf politische Entscheidungsträger einzuwirken, um etwa die Verbindlichkeit von Umweltvorgaben abzuschwächen und eine Selbstregulierung durchzusetzen.[7]

Zwei weitere Methoden sind ergänzend zu nennen, die der Blog nachhaltig-sein.info aufführt:
- Fehlende Aktivitäten: Unternehmen betonen symbolisch die Relevanz von Nachhaltigkeit, können aber tatsächlich kaum Aktivitäten aufweisen, um dies zu untermauern.
- Fremde Aktivitäten: Ein normaler technischer Fortschritt oder ein zugekauftes Verfahren oder eine Technik werden als unternehmenseigener Erfolg verkauft. (Beispiel: Eine gesetzlich vorgeschriebene Verringerung der CO₂-Emissionen wird als Eigenleistung des Unternehmens ausgegeben)

## Phänomen

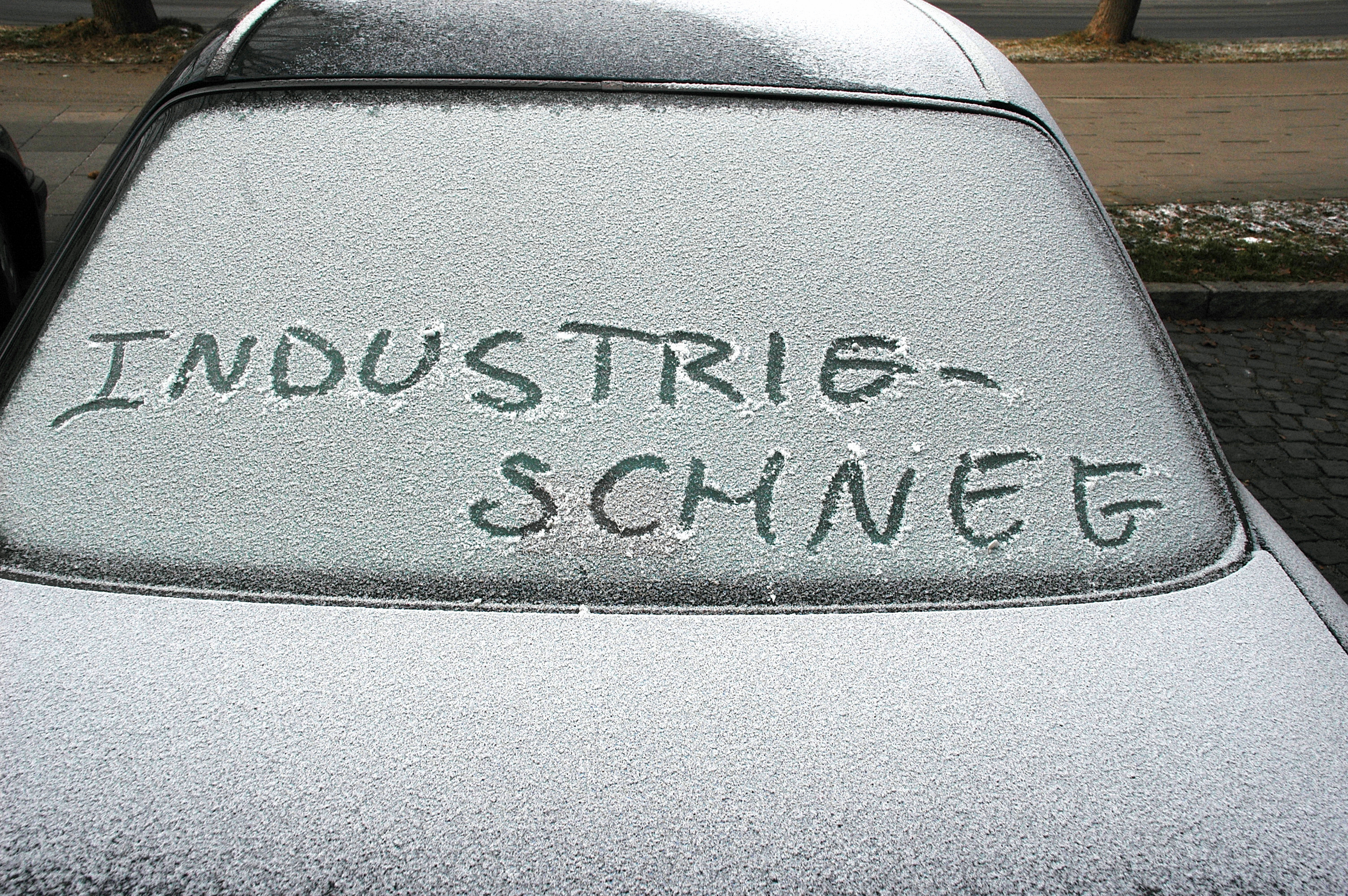
Symbolbild: Industrieschnee

Greenwashing ist seit langem ein Phänomen von Unternehmen, deren Produktion risikoreich oder umweltbelastend ist oder für Arbeitnehmer oder Anrainer gefährlich werden kann. Klassisch sind dies u. a. bestimmte Bergbauwerke, Atomkraftwerke, die chemische, pharmazeutische oder Lebensmittelindustrie. Darüber hinaus eine globalisierte Textilindustrie mit höchst unterschiedlichen Auflagen zur Produktion in einzelnen Ländern. In vielen Fällen ist es für den Konsumenten sehr schwer, die Aussagen des Greenwashings zu überprüfen, oder für Institutionen, sie den Unternehmen nachzuweisen. Dort, wo es Umwelt- oder Verbraucherschutzinstitutionen gelingt, Nachweise zu führen, gibt es oft eine hohe Medienresonanz. Von einigen Organisationen werden Negativpreise vergeben, über die medial berichtet wird.

## Beispiele (Auswahl)

### LNG in der Kreuzfahrtindustrie
Der US-amerikanische Klimatologe und Buchautor Michael E. Mann beschreibt die Strategie, den Einsatz von Flüssigerdgas (LNG) als Antrieb für Kreuzfahrtschiffe als besonders umweltfreundlich zu bewerben (Begriff Brückentechnologie), in seinem Buch Propagandaschlacht ums Klima (Kapitel 7, Pseudolösungen).

### Überwachung und Spionage
Einige Elektronikhersteller, darunter Huawei, stehen wegen systematischer Überwachung und Spionage massiv in der Kritik, siehe Huawei – Kritik. Huawei kündigte an, in Technologien zur Reduzierung von Kohlendioxidemissionen und der Einsparung von Energie zu investieren, um sein Image zu verbessern. Gemäß einer Einschätzung der Washington Post aus dem Dezember 2021 betreibt Huawei spätestens seit 2014 Überwachungsaktionen für den chinesischen Staat.

### Treibhausgase und Klima
Große CO2-Emittenten bedienen sich oft Strategien des Climate-Washing, um in der öffentlichen Wahrnehmung nicht als Verursacher, sondern als Teil der Lösung der globalen Erwärmung dazustehen. So haben sich Unternehmen aus dem Bereich fossiler Energien und zahlreiche Investmentbanken verpflichtet, klimaneutral zu werden, während sie weiter in neue fossile Projekte investieren. Häufig berücksichtigen Unternehmen in ihren Aussagen über die Klimabilanz ihrer Produkte nur die Emissionen, die bei deren Ge- oder Verbrauch entstehen, nicht aber Emissionen vorgelagerter Prozessschritte, beispielsweise bei Aussagen über Wasserstoff oder Biokraftstoffe. Als beschönigend angesehene Berichte von Unternehmen über ihre klimafreundliche Investments, Klimarisiken und die Folgen, die mit der Nutzung fossiler Brennstoffe verbunden sind, waren mehrfach Gegenstand von Rechtsstreitigkeiten. Eine der bekanntesten Greenwashing-Kampagnen der letzten Jahre war die mittlerweile eingestellte „beyond petroleum“ des britischen Mineralölkonzerns bp und die damit verbundenen medienwirksamen Aktionen, wie z. B. die Installation von Solarstromanlagen auf einigen Tankstellen, die durch das „Helios-Symbol“ dem neuen Logo in Form einer grün-gelben Blume angeführt wurde.
Weitere Formen von Greenwashing stellen z. B. die Argumentationen von fossilen Energiekonzernen dar, bis 2050 klimaneutral zu werden, dabei aber zu verschweigen, dass dabei nur die betriebsbedingten Emissionen wie z. B. für die Verwaltung gemeint sind, während hingegen die Emissionen, die bei Verbrennen der von ihnen geförderten Energieträger entstehen, dabei nicht mit eingerechnet sind. Ebenfalls als Greenwashing kritisiert wird auch das Rebranding von Konzernen wie Total zu TotalEnergies oder die von BP genutzte Argumentation, die Abkürzung stünde statt für British Petroleum für „beyond petroleum“ (d. h. „über Petroleum hinaus“).
Seit einiger Zeit versucht die Formel 1, sich ein umweltfreundlicheres Image zu geben. Im Jahr 2019 stelle die Formel 1 ihren Plan vor, bis 2030 kohlenstofffrei zu werden. Um dieses Ziel zu erreichen, sollen bei den Grand Prixs verstärkt erneuerbare Energien und E-Fuels als Kraftstoff eingesetzt werden. Es wird außerdem daran gearbeitet, umweltfreundlichere Wege für die Anreise der Fans zu den Rennstrecken bereitzustellen. Dass das Ziel der Klimaneutralität wirklich bis 2030 erreicht wird, ist unwahrscheinlich. Ein umfassender Bericht ergab, dass die Formel 1 im Jahr 2019 für die Emission von 256000 Tonnen CO2 verantwortlich war. Nachdem die Emissionen in den 1990er Jahren deutlich zurückgegangen sind, sind sie in den 2000er Jahren wieder stark angestiegen. Im Lauf der Jahre wurden pro Saison immer mehr Rennen ausgetragen. In der ersten Saison 1950 waren es noch 7 Rennen. Für die Saison 2023 sind 24 Rennen geplant.
Volkswagen hat den sogenannten Abgasskandal, der 2015 öffentlich bekannt wurde, hauptsächlich verschuldet, siehe Volkswagen AG – Manipulation von Abgastests 2015. Volkswagen versucht sich in den Medien als Vorreiter der Elektromobilität darzustellen, obwohl der Konzern im Jahr 2021 zu über 95 Prozent Autos mit Verbrennungsmotor verkauft hat.

### Automobilindustrie auf der IAA 2023
Die IAA 2023 in München inszeniert in München eine grün verkleidete Show für die Autoindustrie. An den Ständen geht es um Mobilitätslösungen mit Fahrrädern und E-Autos. Die Automobilbranche dahinter setzt aber immer mehr auf große, schwere, energiehungrige Autos. Neun von zehn neu zugelassenen PKW laufen mit einem Verbrennungsmotor. Das ist der Hauptkritik an dieser Branche: Es gibt keine Konzepte zur Verringerung des immer größer werdenden Fahrzeugbestandes.

### Abholzung von Wäldern
Auch Ikea muss sich dem Vorwurf von Greenwashing stellen. Nach eigenen Angaben setzt das Unternehmen im Rahmen seiner Nachhaltigkeitsstrategie auf eine nachhaltige Forstwirtschaft. Holz zur Herstellung der Möbel werde dabei in erster Linie aus nachhaltigen Quellen bezogen. Eigenen Aussagen nach bezieht das Unternehmen bereits 98 % recyceltes sowie FSC-zertifiziertes Holz (Stand Mai 2021). Verschiedenen Recherchen zufolge bezieht Ikea jedoch Holz aus illegalen Holzschlägen unter anderem in Sibirien und Rumänien. Ein aktueller Bericht der NGO Earthsight zeigt zudem, dass Ikea in Rumänien auch als Waldbesitzer ohne Rücksicht auf Umweltstandards Kahlschläge in den eigenen Wäldern durchführt.

### Recycling und Plastikmüll
Im Jahr 2019 haben sich führende Chemiekonzerne und Konsumgüterkonzerne, darunter BASF, Dow Chemical, ExxonMobil, Henkel, PepsiCo, Procter & Gamble, Royal Dutch Shell und Sinopec, verbündet und zur Organisation Alliance to End Plastic Waste zusammengeschlossen, um angeblich gegen die schnell wachsende Menge von Plastikmüll vorzugehen, eines der drängendsten Umweltprobleme der Welt. Untersuchungen der Nachrichtenagentur Reuters zufolge verfehlt Alliance to End Plastic Waste seine Ziele nach der Schließung des Partnerunternehmens Renew Oceans klar und kann nicht wirklich dazu beitragen, die Menge von Plastikmüll zu reduzieren.

### Ausbeutung von Plantagenarbeitern
Chiquita ist eines der Unternehmen, das durch Greenwashing fortwährend in die Kritik der Medien geraten ist. So stellt sich der Konzern seit Mitte der neunziger Jahre als umweltbewusst und fair handelndes Unternehmen dar, welches Vorbildstatus genieße, nicht zuletzt aufgrund der überdurchschnittlich hohen Löhne. Mitarbeiter der Plantagen berichten aber immer wieder von zu geringen Löhnen und Missachtung ihrer gewerkschaftlichen Rechte. Die Mitarbeiter behaupten weiterhin, dass diejenigen, die ihre Rechte einfordern, unter einem Vorwand aus dem Unternehmen geworfen werden und anschließend in der Region keine Anstellung mehr bekommen.

### Tierschutz
Im Januar 2020 warnte die Fur Free Alliance (FFA) vor dem „WelFur“ Tierschutz-Zertifikat, das von der Pelzindustrie selbst herausgegeben wird.

## Politische Maßnahmen
Im Juni 2022 einigten sich die EU-Staaten auf ein Gesetz gegen Greenwashing von Unternehmen, das 2024 in Kraft treten sollte. Im Juni 2025 wurde bekannt, dass die EU-Kommission, die in der EU als Einzige das Recht hat, Gesetze vorzuschlagen oder zurückzuziehen, dieses Gesetzesvorhaben wieder stoppen will. Im April 2024 gab die Europäische Kommission an, zwanzig Fluggesellschaften wegen potenziell irreführender Umweltwerbeaussagen ermahnt zu haben.

### Populärwissenschaftliche Monographien
- Bernd Villhauer: Meine Bank wäscht grüner. Die Ökolügen der Finanzbranche. Hirzel, Stuttgart 2023, ISBN 978-3-7776-3339-8 (mit Anmerkungen, Literaturangaben und Weblinks).
- Andreas Stangl, Sandra Drobiunig-Stangl: Healthwashing – Wie die Nahrungsmittelindustrie die Werbewirkungsforschung nutzt um unser Kauf- und Essverhalten zu beeinflussen. AV Akademikerverlag, Saarbrücken 2015, ISBN 978-3-639-87632-1.
- Friedrich Schmidt-Bleek: Grüne Lügen: Nichts für die Umwelt, alles fürs Geschäft – wie Politik und Wirtschaft die Welt zugrunde richten. Ludwig, München 2014, ISBN 978-3-453-28057-1.
- Stefan Kreutzberger: Die Ökolüge. Wie Sie den grünen Etikettenschwindel durchschauen. Econ, Berlin 2009, ISBN 978-3-430-30045-2.
- Toralf Staud: Grün, grün, grün ist alles, was wir kaufen: Lügen, bis das Image stimmt. Kiepenheuer & Witsch, Köln 2009, ISBN 3-462-04106-1.
- Kathrin Hartmann: Ende der Märchenstunde. Wie die Industrie die Lohas und Lifestyle-Ökos vereinnahmt. Blessing, München 2009, ISBN 978-3-89667-413-5.
- John Stauber, Sheldon Rampton: Giftmüll macht schlank. Medienprofis, Spin Doctors, PR-Wizards. Die Wahrheit über die Public-Relations-Industrie. Orange-Press, Freiburg 2006, ISBN 978-3-936086-28-7.

### Übersichtsstudien und akademische Fachbeiträge
- A. Wren Montgomery, Thomas P. Lyon, Julian Barg: No End in Sight? A Greenwash Review and Research Agenda. In: Organization & Environment. 9. Mai 2023, ISSN 1086-0266, S. 108602662311689, doi:10.1177/10860266231168905 (sagepub.com).
- Peter Seele: Is Blue the new Green? Colors of the Earth in Corporate PR and Advertisement to communicate Ethical Commitment and Responsibility. Working Paper CRR 03, 2007/1, (PDF; 688 kB).